# WSDL
WSDL (англ. Web Services Description Language /ˈwɪz dəl/) — язык описания веб-сервисов и доступа к ним, основанный на языке XML.
Последняя официальная спецификация на момент написания статьи версия 2.0 (WSDL Version 2.0 от 26 июня 2007 года), которая имеет статус рекомендации, и версия 1.1 (WSDL Version 1.1 от 15 марта 2001 года), которая имеет статус заметки (note).

## Структура
Каждый документ WSDL 1.1 можно разбить на следующие логические части:
1. определение типов данных (types) — определение вида отправляемых и получаемых сервисом XML-сообщений
2. элементы данных (message) — сообщения, используемые web-сервисом
3. абстрактные операции (portType) — список операций, которые могут быть выполнены с сообщениями
4. связывание сервисов (binding) — способ, которым сообщение будет доставлено
5. конкретная точка вызова сервиса (service) - эндпоинт/адрес по которому сервис доступен

Важно понимать, если присутствует описание типа WSDL, то это SOAP (не путать с REST).

## Пример WSDL
```
<message
 
name=
"getTermRequest"
>

   
<part
 
name=
"term"
 
type=
"xs:string"
/>

</message>

<message
 
name=
"getTermResponse"
>

   
<part
 
name=
"value"
 
type=
"xs:string"
/>

</message>

<portType
 
name=
"glossaryTerms"
>

  
<operation
 
name=
"getTerm"
>

      
<input
 
message=
"getTermRequest"
/>

      
<output
 
message=
"getTermResponse"
/>

  
</operation>

</portType>

```